# 体のテンソル積
抽象代数学において体論には直積（いうなれば「直積体」）が存在しない（二つの体の（それらを環と見做してとった）直積（直積環）が、それ自身体になることは無いから）。その一方で、たとえば体 K と L がより大きい体 M の部分体として与えられているときや体 K と L が両方より小さい体 N（例えば素体）の拡大体のときには、その二つの体 K と L を「併せる」ことがしばしば要求される。
そういった体の間で生じるすべての現象を議論するために利用できる、それら体上の構成として体のテンソル積（たいのテンソルせき、tensor product of fields）は最善である。これは環としてのテンソル積（テンソル積環）であり（それ自体、環にはなるが）、体になることもあれば体の直積環となることも多い。その一方で、0 でない冪零元を含みうる（環の根基参照）。
体 K と L が同型な素体を持たなければ ―つまり標数が異なれば― ある体 M の共通の部分体では決してない。このことに対応するのは「体 K と L のテンソル積が自明環になる」ことである。（このようにテンソル積構成が潰れてしまうのは理論としてはつまらない内容しか含まないので、ここでは特に扱わない）

## 合成体
最初に体の合成 (compositum of fields) の概念を定義する。この構成は体論においてしばしば起こる。合成の背後にある考えは 2 つの体を含む最小の体を作ることである。合成を形式的に定義するためには、まず体の塔 (tower of fields) を指定しなければならない。k を体とし L と K を k の 2 つの拡大体とする。合成体 KL は K と L によって k-上生成された拡大体として定義される: KL = k(K ∪ L)。この議論において、K と L とをともに含む大きな体の存在を仮定していることに注意すべきである。すなわち、合成体構成は共通の上体が明らかな場合（例えば K と L が共に複素数体の部分体であるような場合）や、K と L とをある十分大きい体の部分体として実現できることを証明した後になされる。
多くの場合において KL は、K と L との、それらの共通部分である体 N 上で取ったベクトル空間のテンソル積として同定することができる。例えば有理数体 Q に √2 を添加した拡大体 K と、√3 を添加した拡大体 L を考えるとき、複素数体 C の中でとった合成体 KL となるべき体 M は Q 上のベクトル空間としては（同型を除いて）K ⊗Q L であるというのは正しい。（この種の結果は一般に代数的整数論の分岐理論を用いて証明できる。）
同じ設定のもと、M の部分体 K と L とは、テンソル積 K ⊗N L から合成体 KL への自然な N-線型写像が単射であるとき（部分体 N 上）線型無関連である。この判定法はいつでも使えるというわけにはいかない（例えば K = L のとき）。次数が有限のときは，この主張における「単射」を「全単射」に取り換えてもよい。すなわち、N 上有限次の線型無関連な二つの拡大 K, L に対して N-同型 K ⊗N L ≅ KL が成り立つ（先の有理数体上の例もこれにあたる）。
円分体の理論において重要な場合は合成数 n に対して1 の n 乗根に対して n を割る素数 pに対して 1 の pk 乗根によって生成される部分体は相異なる p に対して線型無関連であるということである。

## テンソル積の環構造
一般論を得るためには K ⊗N L に（単に N-線型空間同士のテンソル積というだけでは不十分なので）環構造を入れて考える必要がある。すなわち、N-線型空間としての構造（和とスカラー倍）に加えて、生成元同士の積が
{\displaystyle (a\otimes b)(c\otimes d):=ac\otimes bd}
となるように積が定義できる（実際この式は各変数に関して N-線型ゆえ、テンソル積の普遍性により、生成元の上で考えたこの積はテンソル積空間全体で定義された双線型な積に拡張できる）。これによりテンソル積空間上に環構造が定まり、K ⊗N L は体のテンソル積 (tensor product of fields) と呼ばれる可換 N-代数になる。
体のテンソル積の環構造は、K, L をともに、N の適当な拡大体へ埋め込むすべての方法を考えることによって調べることができる。注意すべき点として、このテンソル積構成は共通の部分体 N の存在は仮定するが、K と L を部分体として含む共通の拡大体 M の存在はアプリオリには仮定しない（これは合成体構成では仮定していたことである）。K と L をそのような体 M に埋め込む（それを具体的に α: K → M, β: L → M と書く）ときはいつでも、
{\displaystyle \gamma (a\otimes b)=(\alpha (a)\otimes 1)\star (1\otimes \beta (b))=\alpha (a).\beta (b)}
を満たすように環準同型 γ: K ⊗N L → M が導かれる。この γ の核はテンソル積環の素イデアルであり、また逆に、このテンソル積環の任意の素イデアルは N-代数の（分数体の中で）整域への準同型を与え、したがって K と L の N（のコピー）の拡大としてのある体への埋め込みを提供する。
このようにして K ⊗N L の構造を解析できる： 原理的には 0 でないジャコブソン根基（すべての素イデアルの共通部分）があるかもしれない - そしてそれによる商を取った後 K と L の様々な M への N 上の すべての埋め込みの積について話すことができる。
K と L が N の有限拡大の場合、状況は特に単純である、なぜならばテンソル積は N-代数として有限次元である（したがってアルティン環である）からである。すると R が根基であれば {\displaystyle (K\otimes _{N}L)/R} を有限個の体の直積として持っていると言うことができる。各そのような体はある拡大 M における K と L に対する（本質的に相異なる）体埋め込みの同値類の代表元である。

## 例
例えば、K が {\displaystyle \mathbb {Q} } 上 2 の 3 乗根によって生成される体であれば、{\displaystyle K\otimes _{\mathbb {Q} }K} は K（のコピー）と {\displaystyle \mathbb {Q} } 上次数 6 の
X3 − 2
の分解体の積である。これは次のように証明できる。{\displaystyle \mathbb {Q} } 上のテンソル積の次元を 9 と計算し、分解体は K の 2 つ（実は 3 つ）のコピーを確かに含みそれらの 2 つの合成体であることを観察する。それは偶発的にこの場合 R = {0} を示している。
非零冪零を導く例：
P(X) = Xp − T
とし、K を p 個の元を持った有限体上の不定元 T の有理関数体とする。（分離多項式参照： ここでポイントは P が分離的でないことである。）L が体拡大 K(T1/p) （P の分解体）であれば、L/K は純非分離体拡大の例である。{\displaystyle L\otimes _{K}L} において元
{\displaystyle T^{1/p}\otimes 1-1\otimes T^{1/p}}
は冪零である： p 乗することによって K-線型性を用いて 0 を得る。

## 実と複素埋め込みの古典論
代数的整数論において、体のテンソル積は（暗にしばしば）基本的なツールである。K が Q の有限 n 次の拡大であれば、{\displaystyle K\otimes _{\mathbb {Q} }\mathbb {R} } は常に R か C に同型な体たちの積である。総実体は実数体のみが現れるものである： 一般には r1 個の実数体と r2 個の複素数体があり、r1 + 2r2 = n で、これは次元を数えることによってわかる。体因子は古典的文献において記述されているように実埋め込みと複素共役埋め込みの対と 1 対 1 の対応にある。
このアイデアは {\displaystyle K\otimes _{\mathbb {Q} }\mathbb {Q} _{p}} にも適用される、ただし Qp はp-進数体である。これは Qp の有限拡大の積で、Q 上の p-進距離の拡大に対する K の完備化と 1 対 1 の対応にある。

## ガロワ理論に対する結果
これは一般的な描像、そして実は（グロタンディークのガロワ理論に利用されているラインに沿って）ガロワ理論の発達の道を与える。分離拡大に対して根基は常に {0} であることを示すことができる； したがってガロワ理論の場合は体のみの積の、半単純なものである。